# Хасан Шаш
Хасан Гокан Шаш (тур. Hasan Gökhan Şaş; рођен 1. августа 1976) турски је фудбалски тренер и некадашњи национални репрезентативац. Тренутно ради на позицији асистента менаџера клуба ФК Галатасарај.
Познат је по свом учешћу на Светском првенству у фудбалу 2002. године.

## Биографија
Хасан је рођен 1. августа 1976. године у Караташу, Адана. Своју фудбалску карију је започео у клубу Адана Демирспор 1993. године.

## Каријера
Хасан је своју фудбалску каријеру започео 1993. године у клубу Адана Демирспор, у ком је остао до 1995. године. Године 1995. прешао је у клуб Анкарагучу. Након три године играња за овај клуб, његов таленат је препознао клуб Галатасарај. Хасан је прешао у истанбулски клуб за 4,4 милиона америчких долара. Одмах након доласка у клуб је суспендован на шест месеци. Разлог за то је био позитиван резултат тестирања на допинг, који је показао да је Хасан користио забрањену супстанцу фенилпропаноламин.
Наредне сезоне се изборио за стално место у Галатасарају. За клуб је ова сезона била посебно успешна јер је постао шампион УЕФА суперкупа 2000. године победом у финалу против ФК Арсенал.
Одличном игром, Хасан је осигурао место у првој поставци Турске фудбалске репрезентације. У сезони 2000/01. постигао је поготке на утакмицама против Реал Мадрида и ФК Милан.
Са репрезентацијом турске учествовао је на Светском првенству у Јапану и Јужној Кореји 2002. године. Турска је освојила бронзану медаљу победивши домаћина, Јужну Кореју. Хасан је на турниру постигао погодак у мечу против Бразила. Хасан је показао свој таленат током Светског првенства што је заинтересовало ФК Милан, Арсенал и Нантес. Међутим, ниједан од потенцијалних трансфера није остварен јер се клубови и Хасан нису могли договорити око услова уговора.
ФК Галатасарај је на крају сезоне 2008/09. најавио да Хасану неће обновити уговор. Шаш је одбио понуде клубова из Катара и Саудијске Арабије, а потом је најавио повлачење из професионалне спортске каријере.

## Трофеји

### Клупски
| Турска      | Турска                     | Турска          |
| Клуб        | Такмичење                  | Сезона (година) |
| ----------- | -------------------------- | --------------- |
| Галатасарај | Суперлига Турске у фудбалу | 1998/99.        |
| Галатасарај | Суперлига Турске у фудбалу | 1999/00.        |
| Галатасарај | Суперлига Турске у фудбалу | 2001/02.        |
| Галатасарај | Суперлига Турске у фудбалу | 2005/06.        |
| Галатасарај | Суперлига Турске у фудбалу | 2007/08.        |
| Галатасарај | Турски куп                 | 1998/99.        |
| Галатасарај | Турски куп                 | 1999/00.        |
| Галатасарај | Турски куп                 | 2004/05.        |
| Галатасарај | TSYD куп                   | 1998/99.        |
| Галатасарај | TSYD куп                   | 1999/00.        |
| Галатасарај | Суперкуп Турске            | 2008.           |
| Галатасарај | УЕФА лига Европе           | 1999/00.        |
| Галатасарај | УЕФА суперкуп Европе       | 2000.           |

### Репрезентативни
| Јужна Кореја/ Јапан               | Јужна Кореја/ Јапан | Јужна Кореја/ Јапан |
| Такмичење                         | Трофеј              | Година              |
| --------------------------------- | ------------------- | ------------------- |
| Светско првенство у фудбалу 2002. | Бронза              | 2002.               |